# Фурсов, Иван Андреевич
Иван Андреевич Фурсов (14 сентября 1914, Гиагинская, Северо-Кавказский край — 2 декабря 1994, Первомайский, Адыгея) — бригадир тракторной бригады Гиагинской МТС Адыгейской автономной области. Участник Великой Отечественной войны. Герой Социалистического Труда (24.02.1948).

## Биография
Родился 14 сентября 1914 года году в семье рабочего в станице Гиагинской. В 1927 году окончил начальную школу. Через два года вступил в артель по совместной обработке земли (СОЗ), окончил курсы трактористов и при организации колхозов стал там работать. С 1932 года — в совхозе № 23 («Труд»), бригадиром в Гиагинской МТС.

### В годы войны
В 1940 году призван в Красную армию, там и застала его Великая Отечественная война. На фронте с июня 1941 по май 1943 года — стрелок мотострелкового полка, с мая 1943 по май 1945 года — стрелок 13-го и 33-го учебных танковых полков. Награждён медалями.

### После войны
После демобилизации стал работать трактористом, бригадиром тракторной бригады Гиагинской МТС. Его бригада обслуживала колхоз имени Ворошилова Закаляевского сельсовета. Вырастили высокий урожай зерна — по 24 центнеров с гектара, высокопроизводительно использовали машино-тракторный парк, экономили топливо и денежные средства, отпущенные на ремонт техники.
В 1947 году, во второй год послевоенной пятилетки по примеру коллектива тракторной бригады, возглавляемой знатным механизатором Кубани Иваном Бунеевым, в Адыгее развернулось соревнование за высокопроизводительное использование машинно-тракторного парка, за высокий урожай сельскохозяйственных культур. Соревнуясь с бригадой Захара Наконечного добился высоких результатов.
В обслуживаемом колхозе имени Ворошилова (позднее колхоз имени Ленина) механизаторы получили по 23,78 центнера с гектара на площади 168,42 гектара. Годовой план тракторных работ бригада значительно перекрыла, выработав на 15-сильный трактор свыше одной тысячи гектаров мягкой пахоты. При этом механизаторы сэкономили не одну тонну топлива, сберегли более десяти тысяч рублей, отпущенных на ремонт машин.
Многие механизаторы были награждены орденами и медалями СССР.
За получение высоких урожаев пшеницы при выполнении колхозом обязательных поставок и натуроплаты за работу МТС в 1947 году и обеспеченность семенами зерновых культур для весеннего сева Указом Президиума Верховного Совета СССР от 24 февраля 1948 года Фурсову Ивану Андреевичу присвоено звание Героя Социалистического Труда с вручением ордена Ленина и золотой медали «Серп и Молот».
И в последующем 1948 году его бригада вырастила отличный урожай. С каждого из 650 гектаров озимой пшеницы собрали по 22 центнера и 118 гектаров — по 20 центнеров овса.
В последние годы И. А. Фурсов работал трактористом в колхозе имени Ленина Гиагинского района. Одним из первых в колхозе он удостоился звания ударника коммунистического труда, награждён юбилейной медалью «За доблестный труд. В ознаменование 100-летия со дня рождения В. И. Ленина».
Избирался членом Гиагинского райкома КПСС, депутатом районного и сельского Советов народных депутатов. Персональный пенсионер союзного значения, проживал на хуторе Первомайском Майкопского района.
Умер от фронтовых ран 2 декабря 1995 года.

## Награды
- Медаль «Серп и Молот» (1948);
- Орден Ленина (1948)
- Медаль «В ознаменование 100-летия со дня рождения Владимира Ильича Ленина» (6 апреля 1970)
- Медаль «За победу над Германией в Великой Отечественной войне 1941—1945 гг.» (9 мая 1945[1])
- Юбилейная медаль «Двадцать лет Победы в Великой Отечественной войне 1941—1945 гг.» (7 мая 1965[2])
- Юбилейная медаль «Тридцать лет Победы в Великой Отечественной войне 1941—1945 гг.»[3]

## Память

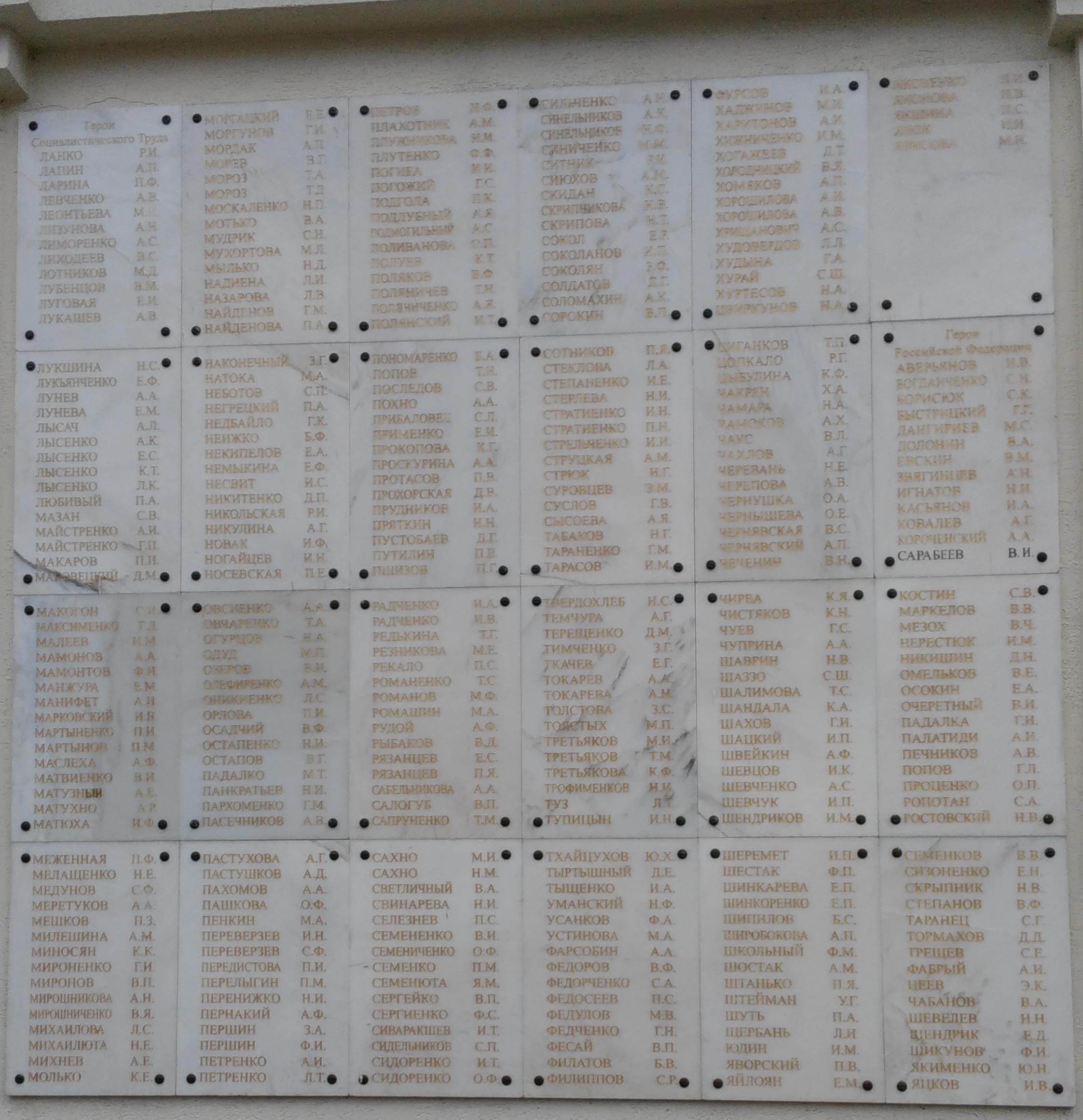
Мемориальная доска с именами Героев Социалистического Труда Кубани и Адыгеи. Краснодар 2017

- На могиле установлен надгробный памятник.
- Имя Героя золотыми буквами вписано на мемориальной доске в Краснодаре.